# Fast fashion

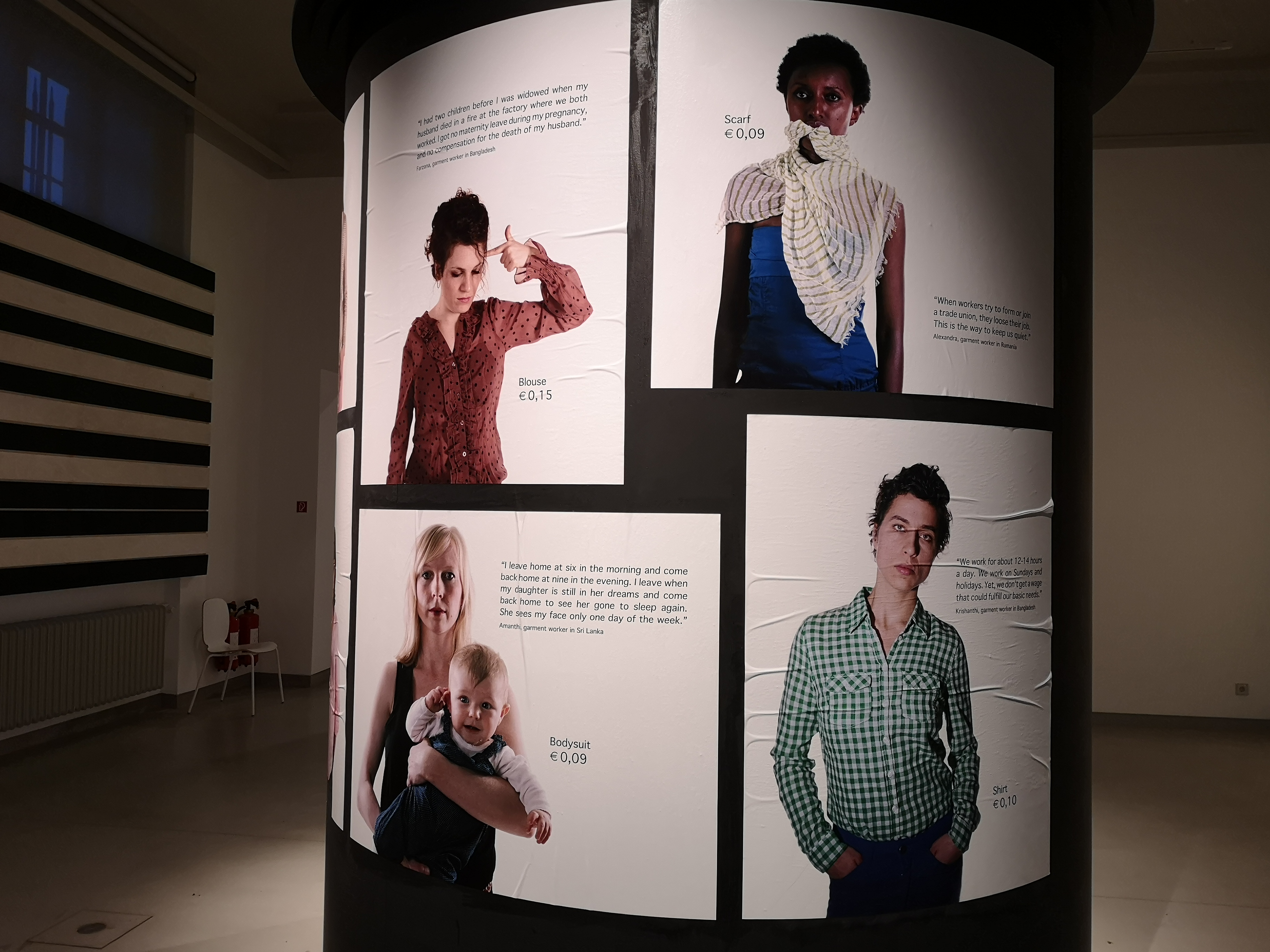
Duitse tentoonstelling over fast fashion (2019)

Fast fashion (Engels 'snelle mode') verwijst naar een consumptiecultuur waarin consumenten vaak en veel goedkope kleding kopen die ze slechts korte tijd dragen ('wegwerpkleding'). Dit gedrag wordt gefaciliteerd en aangemoedigd door bedrijven die via online dataverzameling snel modetrends oppikken en daarna in recordtijd kleding produceren en verkopen.
De term fast fashion dook voor het eerst op in een artikel in The New York Times uit 1989. Anno 2021 bestaat het grootste deel van de aangeboden mode uit fast fashion.

## Fast fashion als businessmodel
In 1989 signaleert een journalist in The New York Times dat de nieuwe Spaanse modeketen Zara iedere week nieuwe zendingen kleding uit Spanje ontvangt, dat de winkelvoorraad elke 3 weken wisselt en dat het 15 dagen duurt voordat een nieuw ontwerp in de winkel ligt, en betitelt dit als 'fast fashion'. Vanaf 2000 wordt de term fast fashion algemener. Tot 2000 werd het aanbod van kledingzaken vooral bepaald door de ontwerpen die op de internationale catwalks te zien waren en door de mode-industrie vertaald werden naar confectiekleding. Vanaf 2000 gaat de consumentenvraag meer en meer het aanbod van de kledingwinkels te bepalen. Dankzij Internet zijn consumenten op de hoogte van wat beroemdheden dragen en kunnen bovendien winkelketens als Zara en Hennes & Mauritz snel trends opsporen en ervoor zorgen dat de mode-items snel ook in de winkel komen te liggen.

### Productieketen
De strategie van fastfashionbedrijven is gericht op het verminderen van de processtappen en hun doorlooptijd, wat bereikt wordt door elke stap, van ontwerp tot verkoop, zelf te beheren. De term hiervoor is de just in time-toeleveringsketen: de artikelen worden na productie direct verkocht zonder dat er een voorraad aangehouden hoeft te worden. De gemiddelde doorlooptijd van een conventionele aanvoerketen vóór 2000 was circa zes tot negen maanden, van ontwerp totdat het in de winkel ligt. Winkels werkten met twee collecties, een zomer- en een wintercollectie. In een fastfashion-aanvoerketen wordt dit proces teruggebracht naar vier tot acht weken. Waar H&M de kleding nog in Oost-Azië laat maken, kiest het Spaanse Zara voor locaties dichterbij in Turkije, Marokko, Portugal en Spanje om zo ook de transportafstand te beperken. Veel kledingbedrijven hanteren gelijktijdig twee aanvoerketens: de conventionele voor minder modegevoelige kledingstukken ('basics') en de snelle voor modetrends. Door de snelle aanvoerketen zijn er tot wel 20 verschillende nieuwe collecties per jaar beschikbaar. Een gevolg van de korte aanvoerketen is het gebruik van veelal goedkope inferieure materialen, om de kosten te drukken en zo ook op prijs te kunnen blijven concurreren. Bovendien zorgt dit ervoor dat artikelen maar kort meegaan en snel vervangen moeten worden.

### Ultrafast fashion
De 'vergrotende trap' van fast fashion is ultrafast fashion. Doordat onlinewinkels geen winkelvoorraad hoeven aan te houden, zijn ze in staat om de collectie nog sneller te wisselen en kunnen ze hun aanvoerketen nog korter houden. Bedrijven als het Britse Boohoo en Asos kunnen binnen 10 dagen een kledingstuk van ontwerp in de webshop krijgen. Het Chinese Shein heeft dit zelfs weten terug te brengen tot slechts 3 dagen.
Deze webshops maken gebruik van algoritmes die op sociale media speuren naar kleding die door beroemde influencers wordt gedragen, waarna ontwerpers de ontwerpen voor deze kleding namaken. Vaak vindt de productie in eigen land plaats en in lage aantallen van soms maar 150 stuks. Deze worden eerst in de webshop getest en als het aanslaat, in grotere aantallen gemaakt. Ook wordt soms eerst een afbeelding in de website getest, nog voor het product geproduceerd is. Zodra de vraag afneemt, wordt de productie direct gestaakt.
De bedrijven maken op sociale media reclame voor hun kleding, sturen op grote schaal kleding naar influencers die het op hun sociale mediakanalen promoten en maken collecties samen met bekende influencers. Een bedrijf als Asos voegt per week 5000 nieuwe kledingstukken toe aan de website. Shein plaatst dagelijks 1000 nieuwe producten op de website.

## Fast fashion als consumptiecultuur

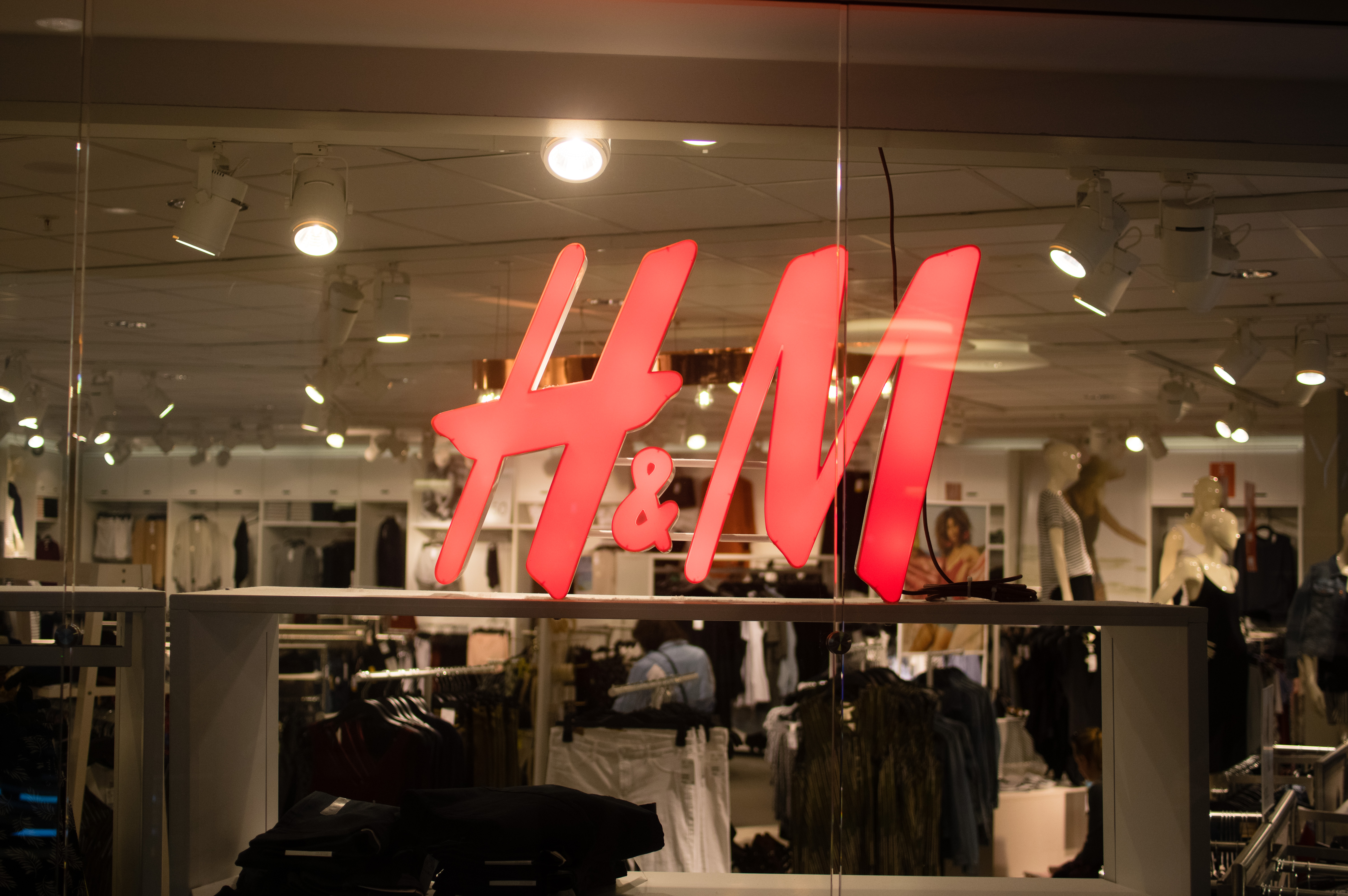
H&M-filiaal

Vanaf ongeveer 1980 zijn het de bedrijven C&A, Zeeman en Wibra die in Nederland kleding tegen lage prijzen kunnen gaan aanbieden doordat de productie ervan verplaatst wordt naar lage lonenlanden als China, Bangladesh en Indonesië, waardoor bij consumenten de eerste gewenning aan lage kledingprijzen kon ontstaan. Als vervolgens rond 1990 fastfashionbedrijven als H&M en later ook Zara en Primark meerdere collecties per jaar tegen bodemprijzen gaan aanbieden, neemt het aantal kledingstukken dat mensen jaarlijks aanschaffen flink toe. Tussen 2000 en 2014 is wereldwijd het aantal kledingstukken dat iemand bezit met 60% toegenomen. Uit (verkennend) onderzoek is gebleken dat de Nederlandse consument jaarlijks zo'n 46 nieuwe kledingstukken koopt, gemiddeld 173 kledingstukken heeft en per jaar zo'n 40 kledingstukken wegdoet. Het aantal keren dat een kledingstuk wordt gedragen voordat het niet meer wordt gebruikt is wereldwijd met 36% gedaald in vergelijking met 2005.

### Oorzaken
Verschillende oorzaken die de fastfashion-consumptiecultuur versterken zijn:
- In de 2e helft van de 20ste eeuw is het besteedbaar inkomen flink toegenomen. Het percentage van het inkomen dat aan kleding wordt besteed is in Europa van 5 – 10% van het besteedbaar inkomen gedaald naar 2 – 5% van het besteedbaar inkomen.
- Tot 1984 gold in Nederland de wet op de beperking van de uitverkoop die bepaalde dat er maximaal 2 keer per jaar een uitverkoop van 19 dagen mocht zijn, aansluitend op de zomer- en wintercollectie. Sinds de afschaffing van die wet in 1984 mogen winkels het hele jaar door stunten met lage prijzen en zijn consumenten gewend geraakt aan lage kledingprijzen.
- De opkomst van fastfashionbedrijven als H&M en Zara sinds de jaren 90 hebben de consument gewend laten raken aan een continue stroom nieuwe kledingtrends.
- Door de opkomst van Internet en nog meer door die van de sociale media en het fenomeen influencer, kan de consument via de tijdlijnen op zijn of haar account continu bewerkt worden met steeds sneller opeenvolgende trends.

## Gevolgen van fast fashion

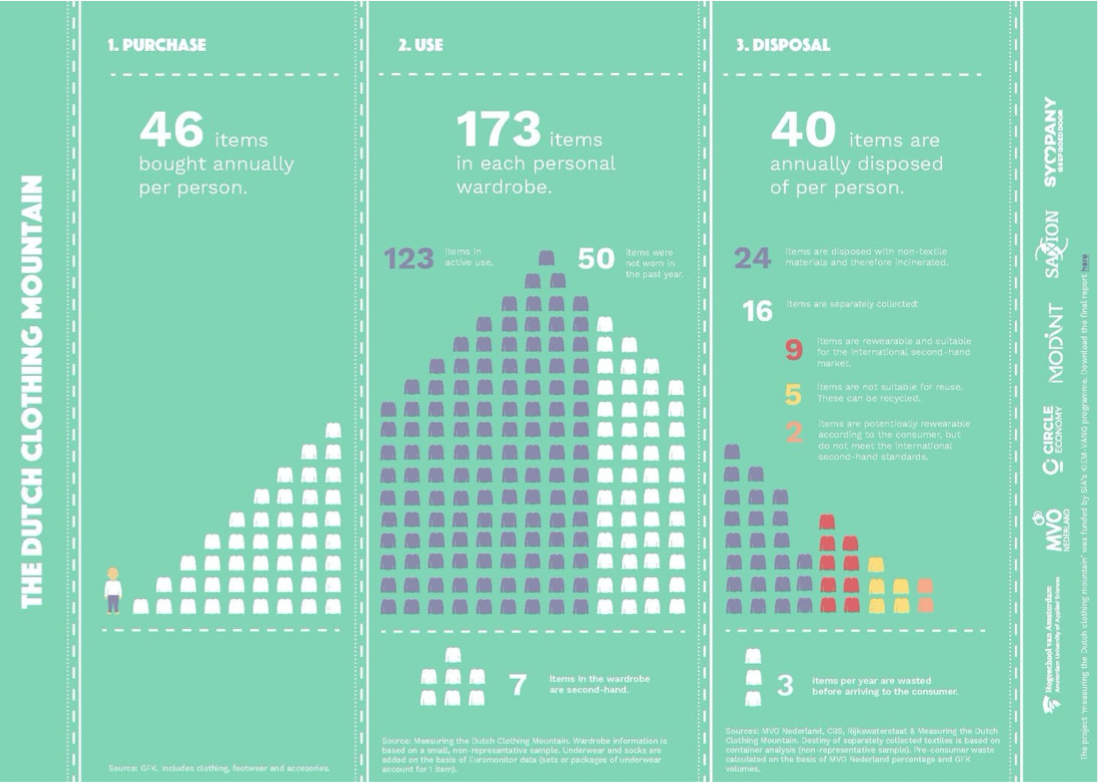
De cijfers over Nederlandse kledingaankopen en -bezit uit het onderzoek Measuring the Dutch Clothing Mountain

- De productiekosten van kleding zijn sinds 2000 steeds meer gedaald, terwijl de kosten van winkels (huur, personeel) gestegen zijn. Desondanks zijn de kledingprijzen steeds verder gedaald. Door de opkomst van webwinkels die die vaste kosten niet hebben zijn winstmarges steeds meer onder druk komen te staan en moeten bedrijven steeds harder met elkaar concurreren. Dit leidde in Nederland na de kredietcrisis en de eurocrisis (2007 – 2014) tot de faillisementen van de kledingbedrijven Mexx in 2014 (doorstart in 2015), Miss Etam in 2015 (doorstart en opnieuw failliet in 2021; online come-back in 2022), MS Mode in 2016 (doorstart in datzelfde jaar), McGregor/Gaastra in 2016 (doorstart in hetzelfde jaar, in 2017 opnieuw failliet en afgeketste doorstart), Men at Work in 2018 (ook afgeketste doorstart) en Witteveen in 2019.[1]
- De milieu-impact van fast fashion is enorm: voor de productie van een katoenen T-shirt is 2500 liter water en 20 cl chemicaliën nodig. Voor een spijkerbroek is 7000 liter water nodig. De wereldwijde productie van katoen verbruikt 22,5% insecticide en 10% pesticiden van de totale hoeveelheden die wereldwijd gebruikt worden.[1]
- Van de 950 miljoen kledingstukken die in 2017 op de Nederlandse markt kwam werden er 790 miljoen verkocht. Dat betekent dat 160 miljoen kledingstukken onverkocht bleven, wat in feite verspilde grondstoffen betekent. De verwachting is dat dat getal verder zal oplopen door fast fashion.[1] In Nederland gooien we bovendien per jaar 235 miljoen kilo textiel weg, waarvan slechts 28 kg (2018) in kringloopwinkels belandt.[10]Van de 40 kledingstukken die elke Nederlander per jaar wegdoet, gaan er 24 naar het afval.[9]
- (Ultra)fast fashion kan alleen lage prijzen aanbieden door lage personeelskosten. Doordat de marges onder druk zijn komen te staan wordt het maakpersoneel steeds slechter betaald.[10] In Aziatische kledingfabrieken maken naaisters vaak werkweken van 60 tot 90 uur.[3] Dit beperkt zich niet tot de lage lonenlanden in Oost-Azië en het Midden-Oosten. In 2020 onthulden Britse kranten dat in de fabriek van fastfashionbedrijf Boohoo te Leicester werknemers (veelal immigranten, ook zonder verblijfsvergunningen) onder slechte omstandigheden werkten en slechts £ 3,50 per uur betaald kregen terwijl het minimumloon in Groot-Brittannië £ 8,72 is.[11]

## Kenmerken van fast fashion

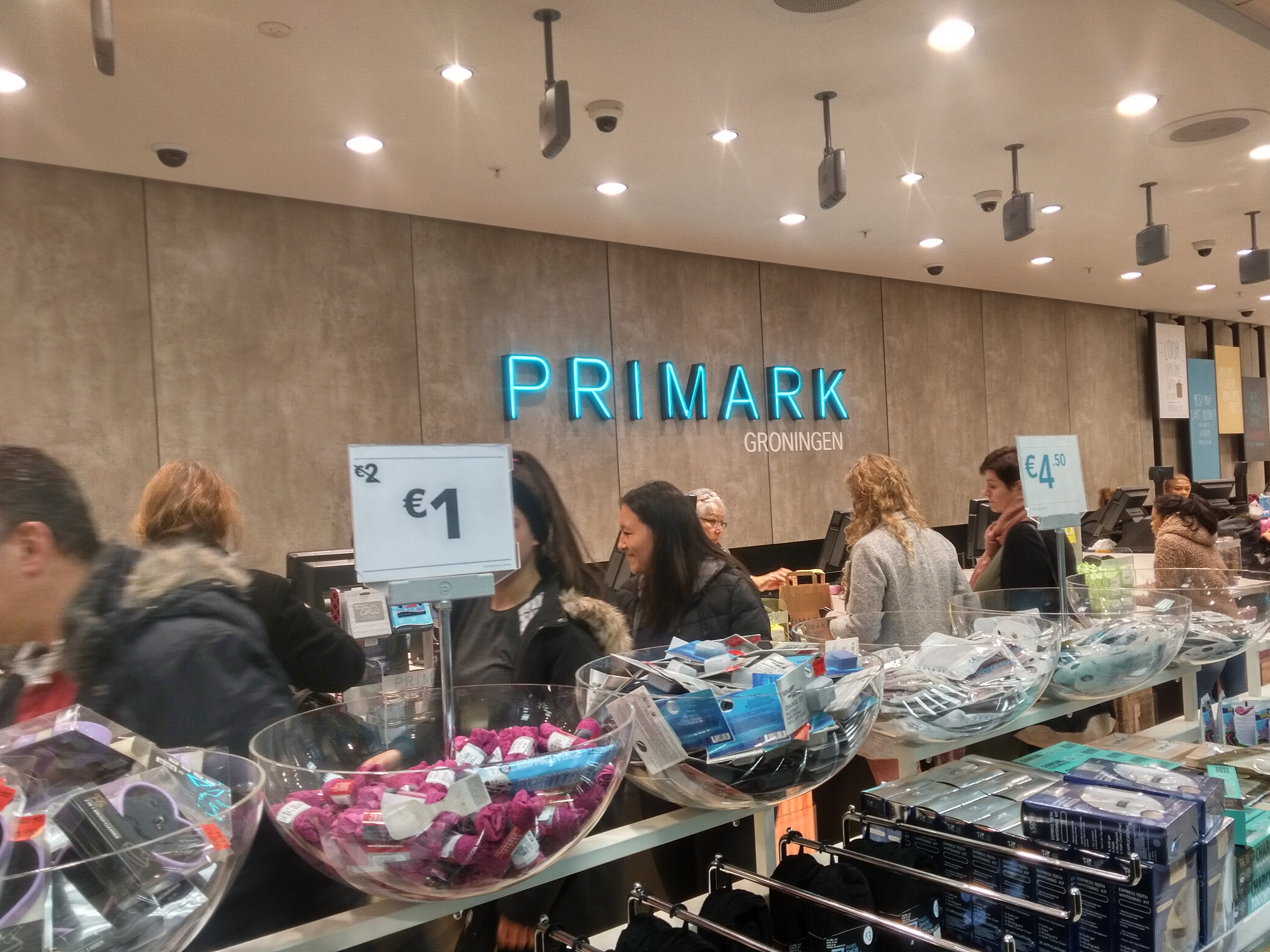
Primark-filiaal

Samenvattend zijn de kenmerken van fast fashion:
- de kledingproductie is zo kostenefficiënt mogelijk
- er is een hoge omloopsnelheid door zich snel opvolgende collecties
- de productie vindt plaats tegen (te) lage lonen
- de milieu-impact is vaak hoog

Met fast fashion wordt dus niet per definitie goedkope kleding of bepaalde kledingstukken bedoeld. Het gaat om een consumptiecultuur die gekenmerkt wordt door een hoge mate van consumptie en een snelle wijze van afdanken, gefaciliteerd en versterkt door de fastfashionbedrijven.

## Slow fashion
Als tegenbeweging van fast fashion is vanaf 2007 het fenomeen Slow (langzame) fashion ontstaan, geïnspireerd door de Slow foodbeweging die in 1980 in Italië begon als reactie op de fastfood-levensstijl. Door een drama als het ineenstorten van het Rana plazacomplex in Bangladesh in 2013, waar 5000 mensen werkten in textielfabrieken voor onder andere Primark en 1.134 van hen omkwamen, werden consumenten zich bewuster van de misstanden in de kledingindustrie en kwam er meer aandacht voor slow fashion.
Onderzoeker Kate Fletcher die de term slow fashion introduceerde, stelt dat het in feite gaat om een alternatief productie- en consumptiesysteem. Het gaat bij slow fashion niet zozeer om minder en minder vaak kledingstukken kopen, als wel om een geheel andere visie op kleding. Duurzaamheidsaspecten als de levensduur van een kledingstuk, de milieubelasting en de arbeidsomstandigheden bij de productie zijn aspecten die van belang zijn voor de slowfashionconsument, evenals het zelf repareren of aanpassen van kleding, en kleding een tweede leven geven via ruilen of verkopen op kringloopwebsites. 
Website Vinted is een Europese website waarop duizenden mensen hun (soms nooit) gedragen kleding verkopen. Kopers van kleding van Zalando, een van de grootste fastfashionbedrijven, kunnen kledingstukken waar ze op uitgekeken zijn bij het bedrijf inleveren en een korting krijgen op nieuwe aankopen. Zalando biedt op de site meer dan 100.000 tweedehandskledingstukken opnieuw te koop aan tegen lagere prijzen. Kritiek hierop zou kunnen zijn dat het inleveren van kleding voor korting op nieuwe kleding fast fashion in stand blijft houden.